# Szwecja na Mistrzostwach Świata w Lekkoatletyce 2009
Szwecja na Mistrzostwach Świata w Lekkoatletyce 2009 – reprezentacja Szwecji podczas czempionatu w Berlinie liczyła 21 zawodników. Nie zdobyła żadnego medalu, a zawodniczy szwedzcy zajęli 3 miejsca punktowane.

## Występy reprezentantów Szwecji

### Mężczyźni
| Konkurencja                   | Zawodnik           | Eliminacje | Eliminacje | Półfinał      | Półfinał      | Finał         | Finał         |
| Konkurencja                   | Zawodnik           | Wynik      | Poz.       | Wynik         | Poz.          | Wynik         | Poz.          |
| ----------------------------- | ------------------ | ---------- | ---------- | ------------- | ------------- | ------------- | ------------- |
| Bieg na 400 m                 | Johan Wissman      | 45,83      | 23.        | NS            |               | Nie awansował | Nie awansował |
| Bieg na 800 m                 | Mattias Claesson   | 1:48,02    | 26.        | Nie awansował | Nie awansował | Nie awansował | Nie awansował |
| Bieg na 3000 m z przeszkodami | Mustafa Mohamed    | 8:22,92    | 13.        |               |               | 8:35,77       | 14.           |
| Bieg na 3000 m z przeszkodami | Per Jacobsen       | 8:44,80    | 31.        |               |               | Nie awansował | Nie awansował |
| Chód na 50 km                 | Andreas Gustafsson |            |            |               |               | 3:57:53 PB    | 21.           |

| Konkurencja    | Zawodnik        | Kwalifikacje | Kwalifikacje | Finał         | Finał         |
| Konkurencja    | Zawodnik        | Wynik        | Poz.         | Wynik         | Poz.          |
| -------------- | --------------- | ------------ | ------------ | ------------- | ------------- |
| Skok wzwyż     | Linus Thörnblad | 2,30         | 2.           | 2,23          | 5.            |
| Skok o tyczce  | Alhaji Jeng     | 5,65 SB      | 11.          | 5,50          | 12.           |
| Skok o tyczce  | Jesper Fritz    | NM           |              | Nie awansował | Nie awansował |
| Skok w dal     | Michel Tornéus  | 7,78         | 28.          | Nie awansował | Nie awansował |
| Rzut oszczepem | Jonas Lohse     | 75,33        | 30.          | Nie awansował | Nie awansował |
| Dziesięciobój  | Nicklas Wiberg  |              |              | 8406 NR       | 7.            |
| Dziesięciobój  | Daniel Almgren  |              |              | 7803 PB       | 25.           |

### Kobiety
| Konkurencja                   | Zawodniczka      | Eliminacje | Eliminacje | Finał          | Finał          |
| Konkurencja                   | Zawodniczka      | Wynik      | Poz.       | Wynik          | Poz.           |
| ----------------------------- | ---------------- | ---------- | ---------- | -------------- | -------------- |
| Bieg na 3000 m z przeszkodami | Ulrika Johansson | 9:38,88 PB | 23.        | Nie awansowała | Nie awansowała |
| Chód na 20 km                 | Monica Svensson  |            |            | DQ             |                |

| Konkurencja    | Zawodniczka        | Kwalifikacje | Kwalifikacje | Finał          | Finał          |
| Konkurencja    | Zawodniczka        | Wynik        | Poz.         | Wynik          | Poz.           |
| -------------- | ------------------ | ------------ | ------------ | -------------- | -------------- |
| Skok wzwyż     | Emma Green         | 1,95         | 1.           | 1,96 SB        | 7.             |
| Pchnięcie kulą | Helena Engman      | 17,19        | 22.          | Nie awansowała | Nie awansowała |
| Rzut dyskiem   | Anna Söderberg     | 57,92        | 26.          | Nie awansowała | Nie awansowała |
| Rzut dyskiem   | Sofia Larsson      | 54,28        | 32.          | Nie awansowała | Nie awansowała |
| Rzut młotem    | Cecilia Nilsson    | 63,77        | 34.          | Nie awansowała | Nie awansowała |
| Siedmiobój     | Jessica Samuelsson |              |              | 5885           | 17.            |
| Siedmiobój     | Nadja Casadei      |              |              | 5598           | 22.            |